# Atimastillas flavicollis
Atimastillas flavicollis là một loài chim trong họ Pycnonotidae. Chúng thường xuất hiện ở Angola, Benin, Burkina Faso, Burundi, Cameroon, Cộng hòa Trung Phi, Cộng hòa Congo, Cộng hòa Dân chủ Congo, Bờ Biển Ngà, Ethiopia, Gabon, Gambia, Ghana, Guinea, Guinea-Bissau, Kenya, Mali, Nigeria, Rwanda, Senegal, Sierra Leone, Nam Sudan, Tanzania, Togo, Uganda, và Zambia.